# District de Miskolc
Le district de Miskolc (en hongrois : Miskolci járás) est un des 16 districts du comitat de Borsod-Abaúj-Zemplén en Hongrie. Créé en 2013, il compte 243 135 habitants et rassemble 39 localités : 32 communes et 7 villes dont Miskolc, son chef-lieu.
Cette entité existait déjà auparavant, jusqu'à la réforme territoriale de 1983 qui a supprimé les districts.

## Localités
- Alsózsolca
- Arnót
- Berzék
- Bükkaranyos
- Bükkszentkereszt
- Bőcs
- Emőd
- Felsőzsolca
- Gesztely
- Harsány
- Hernádkak
- Hernádnémeti
- Kisgyőr
- Kistokaj
- Kondó
- Köröm
- Miskolc
- Mályi
- Nyékládháza
- Onga
- Ónod
- Parasznya
- Radostyán
- Répáshuta
- Sajóbábony
- Sajóecseg
- Sajóhídvég
- Sajókeresztúr
- Sajókápolna
- Sajólád
- Sajólászlófalva
- Sajópetri
- Sajópálfala
- Sajósenye
- Sajóvámos
- Szirmabesenyő
- Sóstófalva
- Újcsanálos
- Varbó